# Daniel Chatto
Daniel Chatto (* 22. April 1957 in London, England als Daniel Chatto St. George Sproule) ist ein britischer Künstler und Schauspieler. Er ist Sohn des Schauspielers Thomas Chatto und der Theateragentin Rosalind Chatto.
Bekannt wurde er vor allem durch die Heirat mit Lady Sarah Armstrong-Jones, der einzigen Tochter von Margaret, Countess of Snowdon, der Schwester der britischen Königin Elisabeth II. Die beiden wurden am 14. Juli 1994 von Chad Varah getraut, sie haben zwei Kinder (Samuel, * 1996 und Arthur, * 1999).

## Filmografie
- 1980: The Marquise
- 1981: Quartett (Quartet)
- 1981: Priest of Love
- 1982: A Shocking Accident
- 1982: Nancy Astor
- 1982: Charles & Diana: A Royal Love Story
- 1983: Heat and Dust
- 1984: The Razor’s Edge
- 1984: Charles Dickens’ Weihnachtsgeschichte (A Christmas Carol)
- 1985: Dutch Girls
- 1985: The Death of the Heart
- 1985: Die letzte Jagd
- 1988: Klein Dorrit